# A magyar labdarúgó-bajnokság aranyérmes játékosainak listája: G, Gy
Az alábbi lista a magyar labdarúgó-bajnokság bajnokcsapatainak játékosait sorolja fel, G és Gy kezdőbetűvel, bajnoki cím száma, egyesületek és idények szerint.

## G
| Játékos             | Bajnoki cím | Csapat(ok)         | Idény(ek)                                      |
| ------------------- | ----------- | ------------------ | ---------------------------------------------- |
| Gajda István        | 1           | Ferencváros        | 2000–01                                        |
| Gál Ferenc          | 1           | MTK                | 1957–58                                        |
| Galambos Antal      | 1           | Ferencváros        | 1964                                           |
| Gallai István       | 1           | Újpesti Dózsa      | 1959–60                                        |
| Garaba Imre         | 4           | Bp. Honvéd         | 1979–80, 1983–84, 1984–85, 1985–86             |
| Garamvölgyi Ágoston | 2           | Bp. Honvéd         | 1950-ősz, 1952                                 |
| Gáspár József       | 1           | MTK-VM             | 1986–87                                        |
| Gass István         | 1           | Vasas SC           | 1976–77                                        |
| Géczi István        | 5           | Ferencváros        | 1962–63, 1964, 1967, 1968, 1975–76             |
| Geiser Géza         | 1           | Ferencváros        | 1911–12                                        |
| Gelei József        | 1           | MTK                | 1957–58                                        |
| Gellér Sándor       | 3           | MTK                | 1951, 1953, 1957–58                            |
| Gera Zoltán         | 2           | Ferencváros        | 2000–01, 2003–04                               |
| Gerber László       | 3           | MTK                | 1920–21, 1921–22, 1922–23                      |
| Gere József         | 2           | WMFC Csepel        | 1941–42, 1942–43                               |
| Gere László         | 2           | Bp. Honvéd         | 1983–84, 1984–85                               |
| Gerstl Ede          | 2           | Ferencváros        | 1908–09, 1909–10                               |
| Ginzery Dénes       | 1           | MTK                | 1918–19                                        |
| Gláser József       | 1           | Győri Vasas ETO    | 1963-ősz                                       |
| Glázer Róbert       | 1           | Rába ETO           | 1981–82                                        |
| Gondos Tibor        | 2           | 1 – MTK 1 – Csepel | 1951 1958–59                                   |
| Gorszky Tivadar     | 6           | Ferencváros        | 1903, 1905, 1906–07, 1908–09, 1909–10, 1910–11 |
| Gosztonyi András    | 1           | Videoton           | 2010–11                                        |
| Gőgicz József       | 1           | Bp. Honvéd         | 1979–80                                        |
| Göröcs János        | 5           | Újpesti Dózsa      | 1959–60, 1969, 1970-tavasz, 1970–71, 1971–72   |
| Graham Hugó         | 1           | MTK                | 1907–08                                        |
| Gregor József       | 2           | Bp. Honvéd         | 1988–89, 1990–91                               |
| Grosics Gyula       | 3           | Bp. Honvéd         | 1950-ősz, 1952, 1954                           |
| Grossmann Sándor    | 1           | Ferencváros        | 1926–27                                        |
| Gujdár Sándor       | 1           | Bp. Honvéd         | 1979–80                                        |
| Gulyás István       | 1           | Kispest-Honvéd     | 1992–93                                        |
| Guttmann Béla       | 2           | MTK                | 1920–21, 1921–22                               |

## Gy
| Játékos           | Bajnoki cím | Csapat(ok)    | Idény(ek)                                   |
| ----------------- | ----------- | ------------- | ------------------------------------------- |
| Gyepes Gábor      | 2           | Ferencváros   | 2000–01, 2003–04                            |
| Gyetvai László    | 3           | Ferencváros   | 1937–38, 1939–40, 1940–41                   |
| Gyimesi László    | 5           | Bp. Honvéd    | 1979–80, 1983–84, 1984–85, 1985–86, 1987–88 |
| Gyöngyösi János   | 2           | Újpesti Dózsa | 1977–78, 1978–79                            |
| Győri János       | 1           | MTK           | 2002–03                                     |
| Győri József      | 1           | Ferencváros   | 1937–38                                     |
| Győrvári József   | 1           | Újpesti Dózsa | 1959–60                                     |
| Gyulai László     | 2           | Bp. Honvéd    | 1949–50, 1950-ősz                           |
| Gyurcsó Ádám      | 1           | Videoton      | 2010–11                                     |
| Gyurmánczy Attila | 1           | Rába ETO      | 1981–82                                     |